# Willems (gemeente)
Willems (Nederlands: Willem) is een Franse gemeente in het Noorderdepartement (Frans: département du Nord), regio Hauts-de-France. De gemeente telde op 1 januari 2022 2.969 inwoners en maakt deel uit van het arrondissement Rijsel.

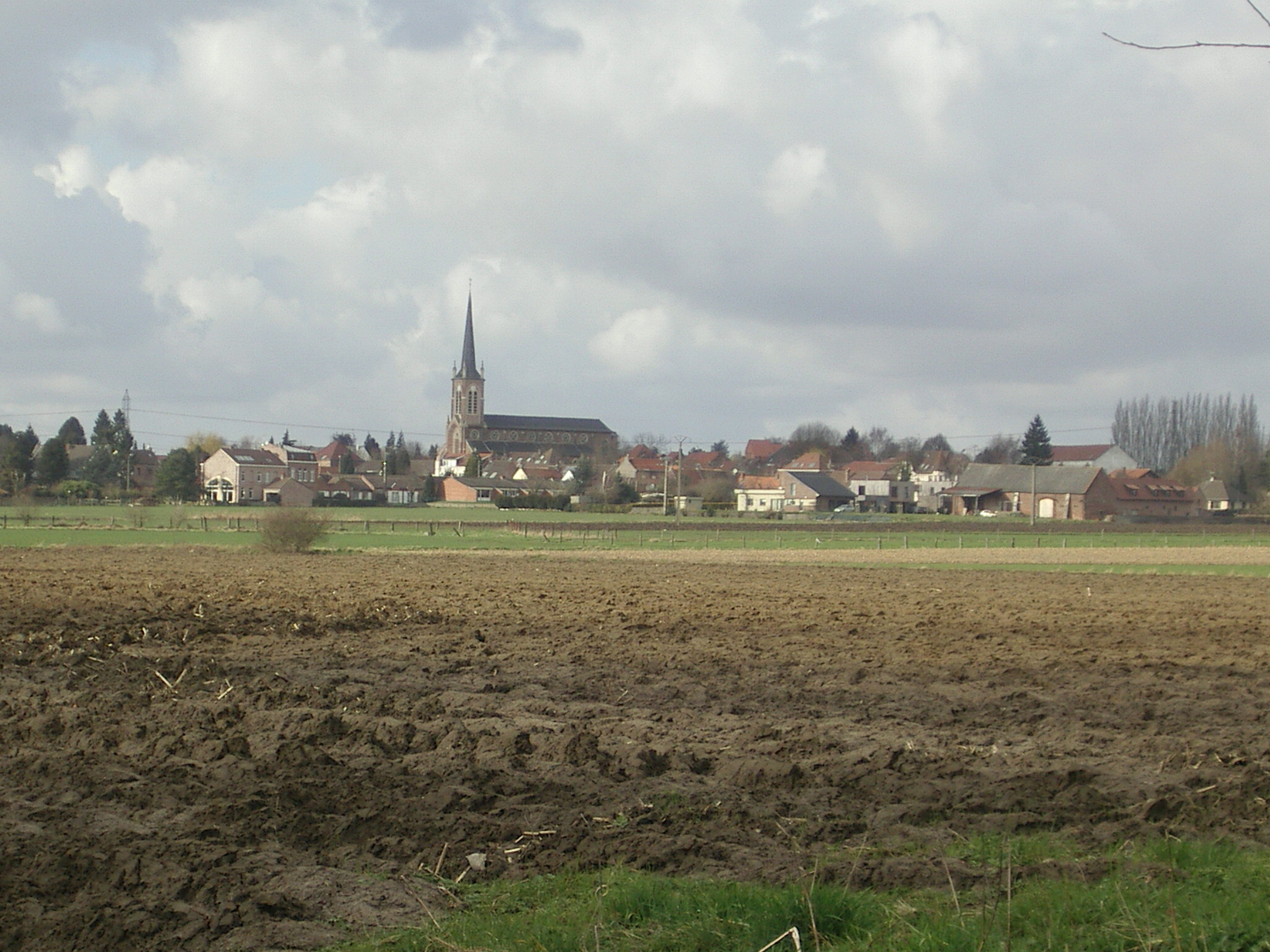
Zicht op Willems

## Geografie
De oppervlakte van Willems bedroeg op 1 januari 2022 5,8 vierkante kilometer; de bevolkingsdichtheid was toen 511,9 inwoners per km². In het noordwesten van de gemeente ligt het gehucht Robigeux.

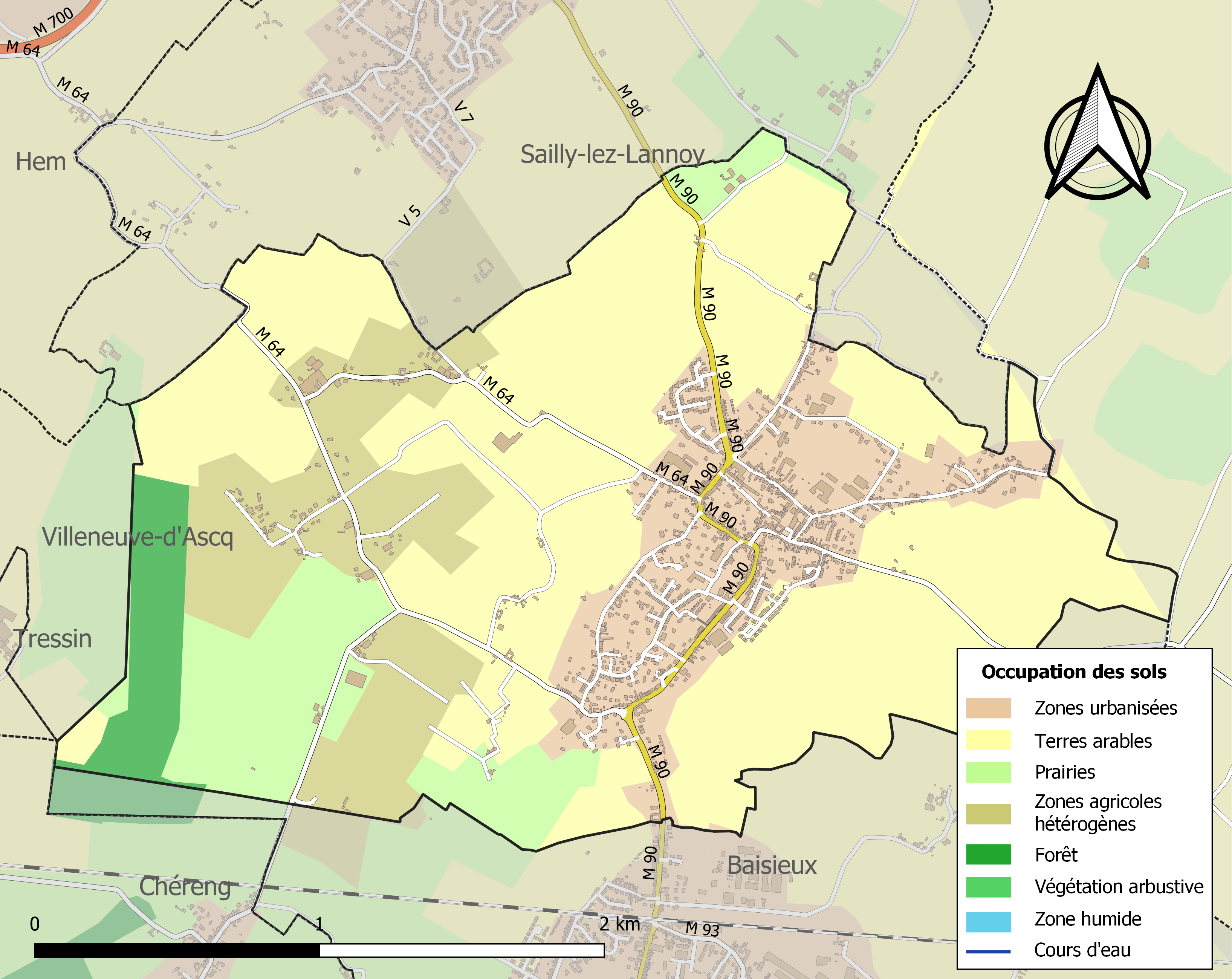
Kaart van de gemeente met belangrijkste infrastructuur, bodemgebruik en omliggende gemeenten

## Bezienswaardigheden
- De Église Saint-Martin
- Op de begraafplaats van Willems liggen elf Britse oorlogsgraven uit de Eerste Wereldoorlog.

## Natuur en landschap
Willems ligt direct ten westen van de Frans-Belgische grens.

## Demografie
Onderstaande figuur toont het verloop van het inwonertal (bron: INSEE-tellingen).

## Nabijgelegen kernen
Sin, Templeuve, Sailly-lez-Lannoy, Hem